# Screen Directors Playhouse
Screen Directors Playhouse è una serie televisiva statunitense in 35 episodi trasmessi per la prima volta nel corso di una sola stagione dal 1955 al 1956.
È una serie di tipo antologico in cui ogni episodio rappresenta una storia a sé. Gli episodi sono storie di genere drammatico. Iniziò alla radio sulla stazione della NBC nel 1949. Gli episodi sono perlopiù storie originali o adattamenti di racconti brevi (come ad esempio Markheim di Robert Louis Stevenson).

## Interpreti
La serie vede la partecipazione di attori cinematografici e televisivi, molti dei quali interpretarono diversi ruoli in più di un episodio.
- Charles Ferguson (4 episodi, 1955-1956)
- Bess Flowers (4 episodi, 1955-1956)
- Cosmo Sardo (4 episodi, 1955-1956)
- Arthur Q. Bryan (3 episodi, 1955)
- Bill Erwin (3 episodi, 1955-1956)
- Stanley Blystone (3 episodi, 1955-1956)
- George DeNormand (3 episodi, 1956)
- Macdonald Carey (2 episodi, 1956)
- George Sanders (2 episodi, 1956)
- Rory Calhoun (2 episodi, 1955-1956)
- Laraine Day (2 episodi, 1955-1956)
- Jay Novello (2 episodi, 1955-1956)
- Barbara Morrison (2 episodi, 1955-1956)
- Chick Chandler (2 episodi, 1956)
- June Vincent (2 episodi, 1956)
- Willis Bouchey (2 episodi, 1955)
- Jacqueline deWit (2 episodi, 1955-1956)
- Emlen Davies (2 episodi, 1955-1956)
- Eilene Janssen (2 episodi, 1955-1956)
- Hal Baylor (2 episodi, 1956)
- William Schallert (2 episodi, 1955-1956)
- Roy Roberts (2 episodi, 1956)
- William Forrest (2 episodi, 1955)
- Roy Glenn (2 episodi, 1955)
- John Wayne (2 episodi, 1955-1956)
- Clem Bevans (2 episodi, 1956)
- Raymond Bailey (2 episodi, 1955-1956)
- Howard McNear (2 episodi, 1956)
- Hayden Rorke (2 episodi, 1955-1956)
- Sol Gorss (2 episodi, 1956)
- Diane Jergens (2 episodi, 1956)
- Kenner G. Kemp (2 episodi, 1955-1956)
- Gil Perkins (2 episodi, 1955-1956)
- Jack Perry (2 episodi, 1955-1956)
- Carl Sklover (2 episodi, 1955-1956)
- Howard Wendell (2 episodi, 1955-1956)
- Sailor Vincent (2 episodi, 1956)

Tra le altre star presenti nel cast: Thomas Mitchell, Walter Brennan, Peter Lorre, Evelyn Ankers, Fay Wray, Errol Flynn, Edmond O'Brien, Buster Keaton, Buddy Ebsen, William Bendix, Robert Ryan, Brandon De Wilde, Laraine Day, George Sanders, Ward Bond, Rory Calhoun, Jack Carson, Neville Brand, Alan Young, Cloris Leachman, Edgar Buchanan, Peter Lawford, Marie Windsor, Charles Bickford, Zasu Pitts, Joe E. Brown, Jack Elam, Herb Shriner, Kim Hunter, Keenan Wynn, Jeanette MacDonald, Leo Durocher, Macdonald Carey, Ralph Bellamy, Basil Rathbone, Fred MacMurray, Jerry Mathers, Rod Steiger, Ray Milland, Alan Hale, Jr., Gower Champion, Marge Champion, Linda Darnell, Howard McNear, Dennis Hopper, Leo Gordon.

## Produzione
La serie fu prodotta da Hal Roach Studios e girata negli studios della Hal Roach a Culver City in California. Le musiche di alcuni degli episodi furono composte da Leon Klatzkin.

### Registi
Tra i registi sono accreditati:
- Frank Borzage in 3 episodi (1955-1956)
- Tay Garnett in 3 episodi (1956)
- John Brahm in 2 episodi (1955-1956)
- George Waggner in 2 episodi (1955-1956)
- Leo McCarey in 2 episodi (1955)
- Allan Dwan in 2 episodi (1956)

### Sceneggiatori
Tra gli sceneggiatori sono accreditati:
- William R. Cox in 3 episodi (1955-1956)
- William Tunberg in 2 episodi (1955)
- Zoe Akins in 2 episodi (1956)
- A. I. Bezzerides in 2 episodi (1956)
- Tay Garnett in 2 episodi (1956)
- John McGreevey in 2 episodi (1956)

## Distribuzione
La serie fu trasmessa negli Stati Uniti dal 5 ottobre 1955 al 12 settembre 1956 sulla rete televisiva NBC. È stata distribuita anche in Francia con il titolo "Le choix de.... La serie radiofonica è conosciuta anche con i titoli NBC Theater, Screen Director's Guild, Screen Director's Assignment e Screen Director's Playhouse.

## Episodi
| Stagione       | Episodi | Prima TV USA |
| -------------- | ------- | ------------ |
| Prima stagione | 35      | 1955-1956    |